# Aspetto abituale
In linguistica, l'aspetto abituale è un sottotipo dell'aspetto imperfettivo (insieme all'aspetto progressivo e all'aspetto continuo).
L'aspetto abituale indica il reiterarsi regolare di un dato processo, vincolato o meno a particolari circostanze.
Quando si esibisce, questo artista si traveste.
Da bambino, giocavo a carte con mio nonno.
Un test sintattico per isolare il valore abituale dell'aspetto imperfettivo è controllarne la compatibilità con perifrasi come essere solito+infinito.
Quando si esibisce, questo artista è solito travestirsi.
Da bambino, ero solito giocare a carte con mio nonno.
All'aspetto abituale si accompagnano di norma avverbi o locuzioni avverbiali come spesso, abitualmente, frequentemente, (per) x volte al mese: